# Gołąbek gorzkomigdałowy

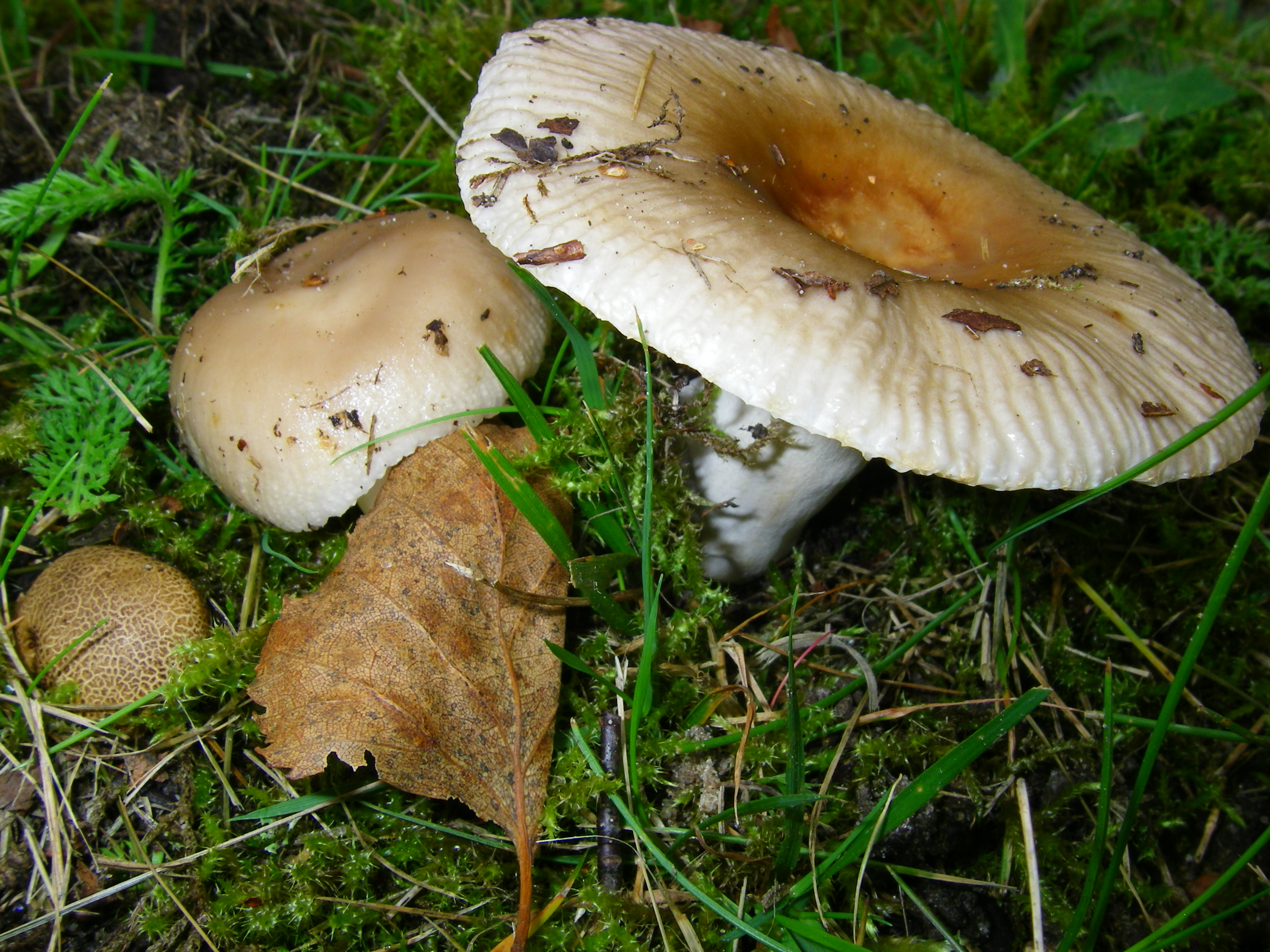

Gołąbek gorzkomigdałowy (Russula grata Britzelm.) – gatunek grzybów należący do rodziny gołąbkowatych (Russulaceae).

## Systematyka i nazewnictwo
Pozycja w klasyfikacji według Index Fungorum: Russula, Russulaceae, Russulales, Incertae sedis, Agaricomycetes, Agaricomycotina, Basidiomycota, Fungi.
Po raz pierwszy opisał go w 1893 r. Max Britzelmayr w Niemczech. Ma 7 synonimów, m.in. Russula laurocerasi Melzer 1920.
Polską nazwę nadała Alina Skirgiełło w 1991 r.

## Morfologia
Kapelusz
O średnicy 2,5–8 cm, początkowo półkulisty, szybko wypłaszczający się, w końcu nieco wklęsły. Powierzchnia po deszczu lepka, o barwie od ochrowej do umbrowej, na środku ciemniejsza, czasami silnie rdzawo nabiegła, przez co podobna do gołąbka śmierdzącego (Russula foetens). Brzeg ostry, delikatnie karbowany i promieniście gruzełkowaty.
Trzon
Wysokość 2,5–6,5 cm, grubość 0,2–2 cm, cylindryczny, początkowo watowaty, potem komorowaty. Powierzchnia ochrowocielista, u starszych okazów dołem rudawa.
Blaszki
Dosyć gęste, kruche, przy brzegu ostre, przy kapeluszu zwężające się, czasem rozwidlone, jasnokremowe z nielicznymi, ochrowymi plamami.
Miąższ
Cienki, dość jędrny, biały, tylko u podstawy trzonu ciemnordzawy. Nie zmienia barwy po zgnieceniu czy przecięciu. Ma zapach gorzkich migdałów, smak ostry lub nieprzyjemny.
Wysyp zarodników
Jasnokremowy.
Cechy mikroskopowe
Podstawki 42–75 × 11,5–14,5 µm. Bazydiospory grzybów rosnących w Polsce mają wymiary 9–10 × 9 µm, Henri Charles Louis Romagnesi podał 7–8,7 × 7–7,5 µm. Są kuliste o brodawkowato-grzebieniastej ornamentacji, przy czym grzebienie czasami są rozgałęzione i oskrzydlone, słabo amyloidalne, z dosyć dużą łysinką. Cystydy o długości do 125 µm o szczycie zakończonym kończykiem lub małym, kulistym rozdęciem. Dermatocystydy rzadko występujące, cylindryczne, o grubości 4–6 µm. W skórce występują rozgałęzione, dość grube strzępki, rozgałęzione włoski i nieliczne strzępki mleczne.

## Występowanie i siedlisko
Występuje w Ameryce Północnej i Środkowej, w Europie i Azji. W Polsce Władysław Wojewoda w 2003 r. przytoczył wiele stanowisk z uwagą, że prawdopodobnie nie jest rzadki i nie jest zagrożony.
Naziemny grzyb mykoryzowy występujący w lasach liściastych i mieszanych, pod dębami, bukami, grabami i lipami.
Grzyb niejadalny z powodu nieprzyjemnego zapachu i smaku.